# La Roche-sur-Yon
La Roche-sur-Yon je město na západě Francie v departementu Vendée, jehož je hlavním městem. Město se nachází na břehu řeky Yon.

## Partnerská města
- Cáceres, Španělsko
- Coleraine, Spojené království
- Drummondville, Kanada
- Gummersbach, Německo
- Tizi-Ouzou, Alžírsko